# Toxicodendron sylvestre
Toxicodendron sylvestre är en sumakväxtart som först beskrevs av Siebold & Zucc., och fick sitt nu gällande namn av Carl Ernst Otto Kuntze. Toxicodendron sylvestre ingår i släktet Toxicodendron och familjen sumakväxter. Inga underarter finns listade i Catalogue of Life.